# Мірза Гхассемі
Мірза Гхассемі (перс. میرزاقاسمی) — іранська закуска з баклажанів, засмажених на грилі. Походить з північного регіону Ірану біля Каспійського моря.

## Приготування
Баклажани цілими смажать на грилі. Коли вони стануть м'якими, їх розрізають і відділяють м'якуш від шкірки. Помідори цілими варять протягом кількох хвилин або теж печуть на грилі, потім дістають і також відділяють від шкірки та ріжуть. На сковорідці смажать приправи, додають масу баклажанів та помідорів і змішують до однорідної маси. В кінці додають сирі яйця. Їдять з хлібом.

## Джерело
- MIRZA GHASSEMI • میرزا قاسمی • SMOKED EGGPLANT TOMATO & GARLIC [Архівовано 13 грудня 2017 у Wayback Machine.] // fae-magazine.com